# Sikyon

Geografische Lage von Sikyon nordwestlich von Korinth

Sikyon (altgriechisch Σικυών (m. sg.) oder auch (f. sg.)) war ein antiker Stadtstaat (Polis) auf der nördlichen Peloponnes zwischen Korinth und Achaia (Pellene).
Der Name der Polis wird in der lokalen Legende auf einen König (Pausanias 2, 5, 6), von Eustathios von Thessalonike auf die Pflanze σίκυα síkya, deutsch ‚(Flaschen-)Kürbis‘, ‚Melone‘ zurückgeführt.
Sikyon nahm als Polis in Größe und Bedeutung eine Mittelstellung ein; es befand sich wie Tegea, Mantinea oder Korkyra unter den „Kleinen der Großen“.

## Name der Polis
Obwohl Sikyon allein unter diesem Polisnamen in der Geschichte bekannt geworden ist, kann es auf vier weitere Namen und damit Gründungslegenden verweisen:
- Aigialeia (altgriechisch Αἰγιάλεια (f. sg.)) (Pausanias 2,5,6; 2,6,5) oder altgriechisch Αἰγιαλός ‚Aigialos‘: eine lokale Tradition sah als Gründer und ersten König der Polis Aigialeus an.

- Mekone (altgriechisch Μηκώνη (f. sg.)): nach einer Legende soll Demeter den Mohn (mekon) dort entdeckt haben. Der Name Mekone ist schon bei Hesiod (Theogonie 536) bezeugt, die Identifizierung mit Sikyon durch spätere Quellen gesichert. Nach Hesiods Schilderung fand in mythischer Vorzeit in Mekone eine Versammlung statt, auf der die Trennung von Göttern und Menschen und die künftige Opferpflicht der Menschen geregelt wurde. Dabei wurde der Göttervater Zeus von dem schlauen Titanen Prometheus, der sich für die Menschen einsetzte, übervorteilt.

- Telchinia (altgriechisch Τελχινία (f. sg.), nach Eustathios von Thessalonike und Stephanos von Byzanz, oder Τελχίς): orientiert an den boshaften, zauberkundigen Schmiededämonen (Telchinen), die sonst eher auf Rhodos verortet werden. Ein Telchin (auch Telchis) erscheint zudem auf der von Pausanias benannten Königsliste (2,5,6).

- Demetrias: bezieht sich auf den hellenistischen Neugründer der Polis, Demetrios I. Poliorketes, nachdem dieser die Siedlung 303 v. Chr. zerstört hatte; der Name scheint von den Bewohnern jedoch bald fallen gelassen und Sikyon wiederaufgegriffen worden zu sein.

## Lage
Mit einem Areal von etwa 360 km² verfügte die Sikyonia über ein relativ ausgedehntes Gebiet. Im Osten reichte es an die Korinthia (Grenzfluss Nemea), im Westen an Pellene (Grenzfluss Sythas). Im Süden und Südwesten verlief die Grenze unbestimmt im Gebirge. Als zweiter größerer Ort ist in der Sikyonia neben Sikyon Titane (griechisch Τιτάνη oder Τίτανα, beide Formen (f. sg.)) zu finden.
Die äußerst fruchtbare Küstenebene von mehr als 3,5 km zum Golf von Korinth dürfte in archaischer und klassischer Zeit das Hauptsiedlungsgebiet der Sikyonier gewesen sein (Ansammlung von Dorfsiedlungen). Sie wird von einem dreieckigen, sich steil aufschwingenden Plateau mit einer Länge von 2,5 km abgeschlossen. Dieses bot im Sinne des für die griechischen Poleis charakteristischen Burgberges (Akropolis) einen möglichen Fluchtpunkt und wohl auch das kultische Zentrum. Archäologisch ist dies jedoch nicht nachzuweisen. Die Stadtneugründung in hellenistischer Zeit war wohl auf den Burgberg konzentriert.
Auch der Hafen lag von der eigentlichen Polis getrennt. Da es an der Küste keine natürliche Bucht oder einen sicheren Ankerplatz gibt, wurde er an der Mündung des Asopos oder des Helisson, der beiden Flüsse, die die fruchtbare Ebene eingrenzen, künstlich angelegt und befestigt (Xenophon, Hellenika 7, 3, 2; 7, 4, 1).

## Landwirtschaft, Kunst und Handel
Die Küstenebene zum Golf von Korinth ist eines der ertragreichsten Gebiete der Peloponnes. Neben Getreide-, Wein-, Rosinen- und Gemüseanbau bestanden bedeutende Olivenkulturen. Besonders eine ausgeprägte Pferdezucht – das Luxusobjekt der Antike –, die bis ins 4. Jahrhundert betrieben wurde, verdeutlicht den scheinbaren Überfluss (Homer, Ilias 23, 293-299). Entsprechend sind in der Königsliste des Pausanias mehrere Namen mit einer Hippo-Komponente zu finden. Kleisthenes von Sikyon (Herodot 6, 126, 2) und Myron I. werden als erfolgreiche Ausstatter von Viergespannen bei den Olympischen Spielen benannt.
In den südlichen Bergen der Sikyonia wurde Holz für Schiffe und Bauten – etwa dem Wiederaufbau des Tempels in Delphi – geschlagen. Die Fischerei Sikyons war für einen besonderen Meeraal und dessen Zubereitung berühmt.
Hauptindustrie der Polis stellten jedoch die Metallverarbeitung (Bronze), das Kunstgewerbe und die Töpferei dar. Der eigentliche Ruf Sikyons beruhte auf der Vasenmalerei und der Bildhauerkunst. So sollen im 6. Jahrhundert v. Chr. die kretischen Künstler Dipoinos und Skyllis (Arbeiten aus Marmor, Holz und Elfenbein) in der Polis gewirkt haben. In der zweiten Hälfte des 5. Jahrhunderts v. Chr. wurde die Stadt durch die Tätigkeit des Kanachos und Aristokles zu einem Zentrum der Bildhauerei und des Erzgusses mit weit überregionaler Bedeutung. Um 450 v. Chr. begründete der Erzgießer Polyklet von Argos den Ruhm der sikyonischen Schule, als deren Höhepunkt in der Bronzetechnik Lysipp im 4. Jahrhundert v. Chr. gesehen wird.
Bezüglich der Entwicklung der Malerei wurden in Sikyon durch Timanthes und Eupompos weitreichende Impulse gesetzt. Letzterer richtete eine Malerakademie ein, der Pamphilos und Pausias angehörten.
Ein berühmter Exportartikel der Polis waren auch luxuriöse Schuhe für Frauen.
Fasst man die Ausprägung der Wirtschaft des Stadtstaates zusammen, kann von einem regen, wenn auch nicht bedeutenden Handel ausgegangen werden.

## Bevölkerung
Zur Zeit des Übergangs von der archaischen zur klassischen Zeit dürfte die Bevölkerung Sikyons wohl 15.000 bis 20.000 Personen umfasst haben. Dem entsprechen eine herunterzurechnende Führungsschicht von etwa 180 bis 200 Personen, eine Wehrkraft von 1800 bis 2000 Hopliten und etwa 3600 bis 4000 Bürgern (Lit.: Ruschenbusch). Ganz allgemein ist von der für die Poleis charakteristischen Durchmischung von Männern, Frauen, Kindern, freien Fremden, Abhängigen und Sklaven auszugehen, innerhalb derer die vollberechtigten Bürger, abgestuft nach Besitz, die Herrschaftsträger darstellten. Indirekt ist die Polis vor allem durch zwei adelige Einzelpersönlichkeiten bekannt geworden, durch Kleisthenes von Sikyon und Euphron von Sikyon.

## Die Geschichte der Polis

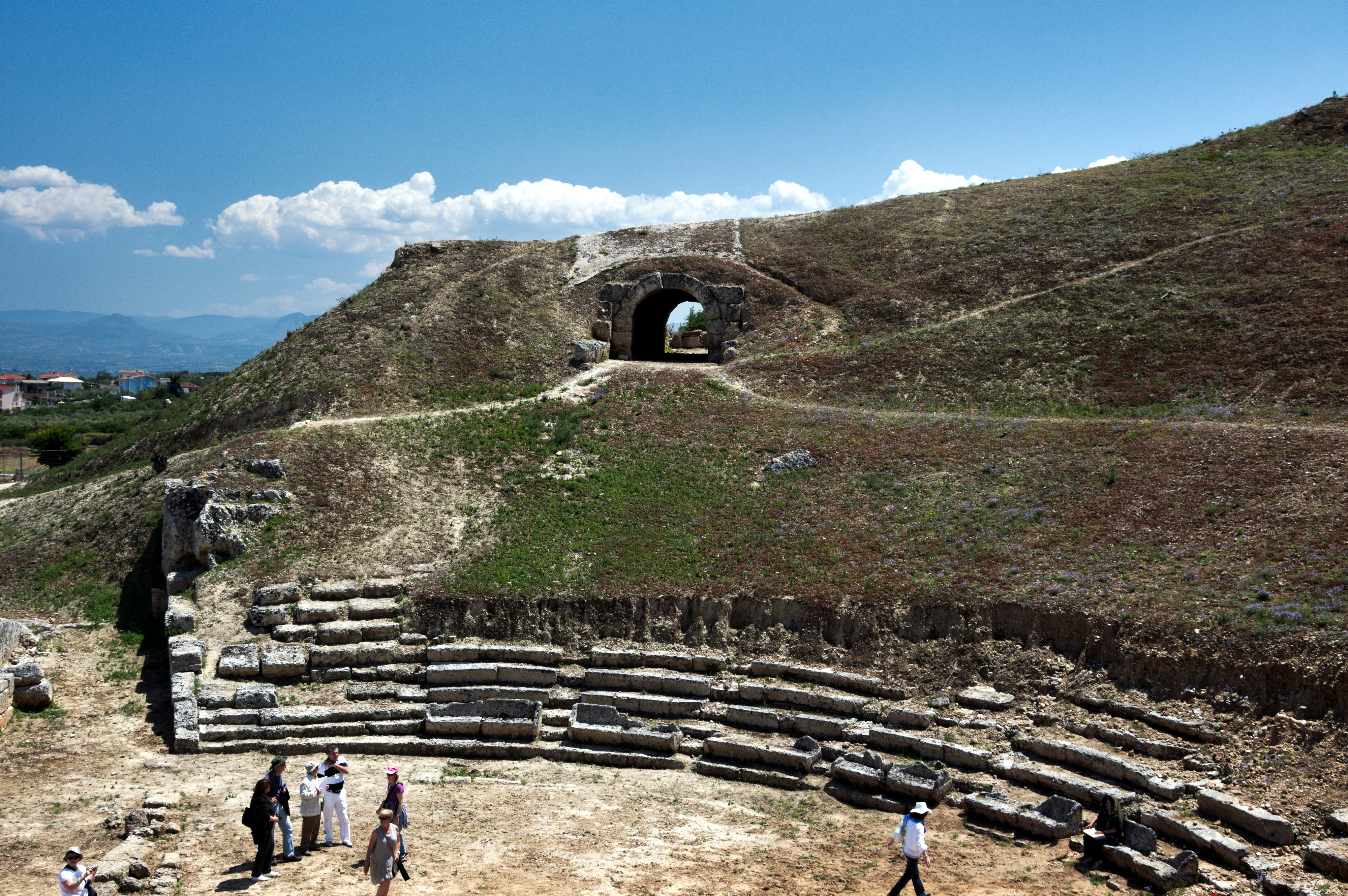
Theater von Sikyon

### Frühgeschichte
Der Beginn der Geschichte Sikyons ist mythenhaft verklärt. Als erster König wird in der Ilias Adrastos genannt. Ein Myron von Sikyon wird für die 33. Olympischen Spiele der Antike (648 v. Chr.) als erster Sieger aus einem großen Adelsgeschlecht in einem Rennen mit dem Viergespann aufgeführt.
In der folgenden Zeit soll sich eine Dynastie der Orthagoriden etabliert haben, an deren Ende Kleisthenes von Sikyon (erste Hälfte des 6. Jahrhunderts v. Chr.) stand. Als seine Vorfahren werden Aristonymos, Myron und Andreas genannt. Der Tyrann Kleisthenes von Sikyon ist damit die erste historisch glaubwürdige Gestalt und wird durch Herodot (VI, 126-130) näher charakterisiert. Nicht zuletzt, weil er der Großvater des Alkmeoniden Kleisthenes von Athen ist, ist sein Name vor allem mit der Umbenennung von Phylen verknüpft.
Interpretiert werden kann seine Maßnahme als Abgrenzung Sikyons gegenüber den Vormachtsansprüchen der Nachbarpolis Argos. Auch kann sich hinter der Aktion eine innere Neuorganisation der Polis verbergen, die auf eine verbesserte Wehrfähigkeit abgezielt hat. Nicht nachweisbar ist aber ein Kampf der Bürger innerhalb der Polis, nach dem die in mythischer Zeit als Folge der dorischen Wanderung entstandenen dorischen Phylen abgewertet oder gar gedemütigt wurden und eine nichtdorische vierte Phyle aufgewertet und zur vorherrschenden wurde. Vorstellbar ist, dass Kleisthenes durch eine Neustrukturierung der Phylen alte gewachsene Bindungen der Bevölkerung an führende Adelige zu brechen und neue Machtverhältnisse zu seinen Gunsten zu erreichen versuchte.
Anhaltender Gegenstand der wissenschaftlichen Diskussion sind zudem der sogenannte Erste Heilige Krieg um Delphi (etwa 591 v. Chr.) und die Beteiligung Sikyons und des Kleisthenes an den Geschehnissen.

### Sikyon im 5. und 4.Jahrhundert v.Chr.
Nach der Rückbenennung der Phylen 60 Jahre nach dem Tod des Kleisthenes von Sikyon (um 496/495 v. Chr.) trat Sikyon in einer Koalition mit Sparta und Aigina gegen Argos in Erscheinung (Schlacht bei Sepeia, 494 v. Chr.). Die Polis trug dabei vor allem Kriegsschiffe, sogenannte Trieren, bei. Aus gleicher Zeit sind aber auch Geldzahlungen an Argos bekannt. Insgesamt zeigte sich Sikyon jedoch als treuer Bündnispartner Spartas.
Während des gesamten 5. Jahrhunderts v. Chr. ist Sikyon an allen großen politischen und militärischen Geschehnissen beteiligt: den Perserkriegen, dem Peloponnesischen Krieg und den Korinthischen Kriegen. An der Abwehr des Xerxes-Zuges war die Polis bei der Schlacht von Salamis mit fünfzehn Trieren und bei der Schlacht von Plataiai mit 3.000 Hopliten beteiligt. Entsprechend wird Sikyon auf der zur Erinnerung an den Sieg über die Perser dem Gott Apollon in Delphi geweihten Schlangensäule an fünfter Stelle nach Sparta, Athen, Korinth und Tegea genannt.
Als Verbündeter Spartas während des Peloponnesischen Krieges stellte Sikyon immer wieder Kriegsschiffe und Hopliten. Die Polis trat als Kontrollmacht der nördlichen Peloponnes auf und richtete sich gegen den Attisch-Delischen Seebund sowie gegen Argos aus.
Im Korinthischen Krieg war Sikyon vor der Schlacht von Nemea (394 v. Chr.) Sammelpunkt der Spartaner und ihrer Verbündeten. Mit dem Aufstieg Thebens unter Epameinondas (Niederlage Spartas in der Schlacht bei Leuktra, 371 v. Chr.) wechselten die Sikyonier schließlich auf die thebanische Seite (369 v. Chr.).
367 v. Chr. führte der ehemalige Oligarch Euphron mit Hilfe arkadischer und argivischer Truppen die Demokratie ein, die er bald zu einer Tyrannis umformte. Durch brutale Verfolgung seiner politischen Gegner stürzte er Sikyon in schwere innere Wirren, die die Intervention der bedeutenderen Nachbarstaaten nach sich zog, aber erst mit seiner Ermordung endeten.

### Die Folgezeit
Die ab ca. 490 v. Chr. geprägten Münzen zeigen sehr häufig eine Chimaira auf der Vorderseite und eine fliegende Taube auf der Rückseite.

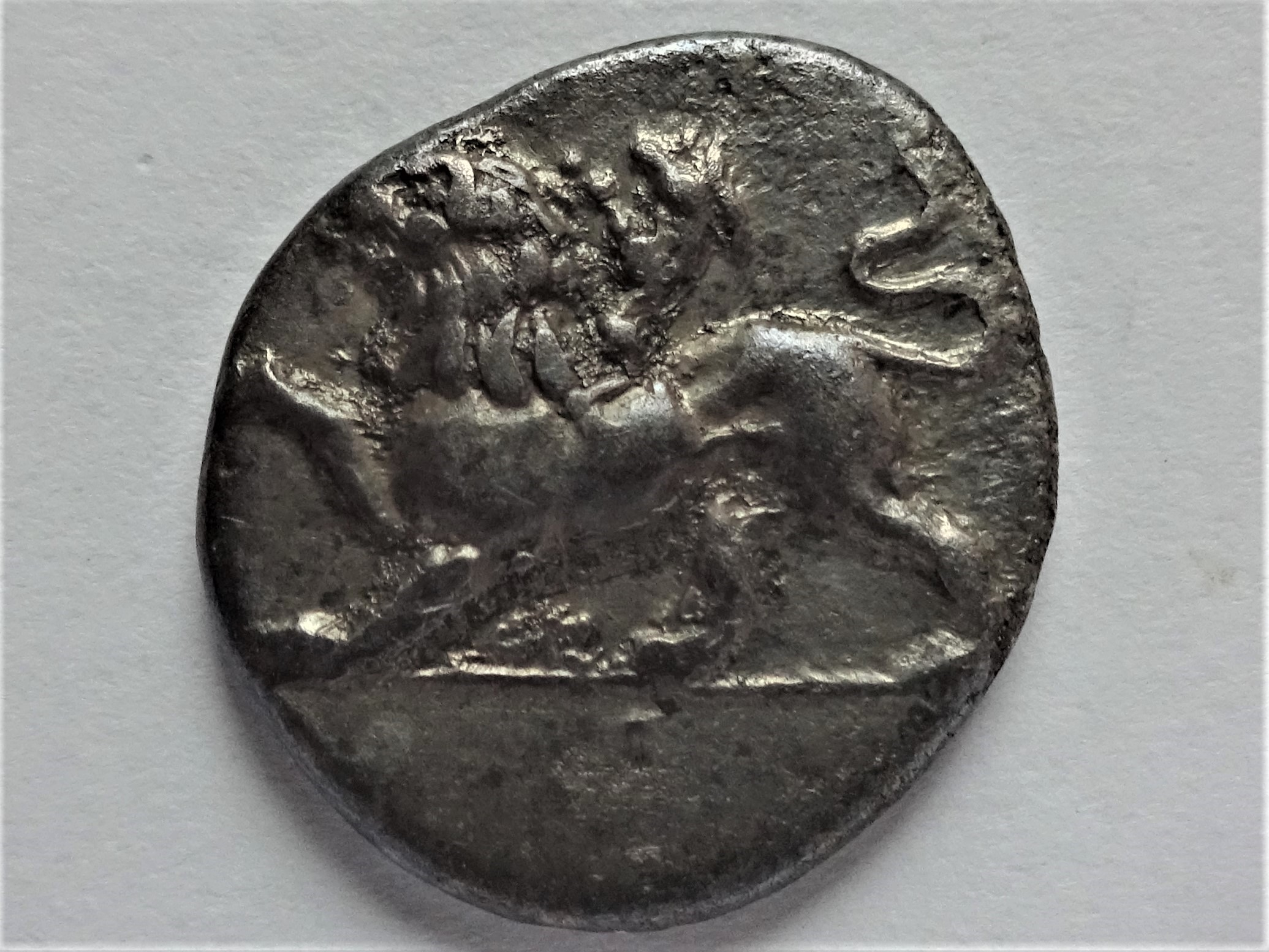
Hemidrachme aus Sikyon mit Chimaira, ca. 360–330 v. Chr.

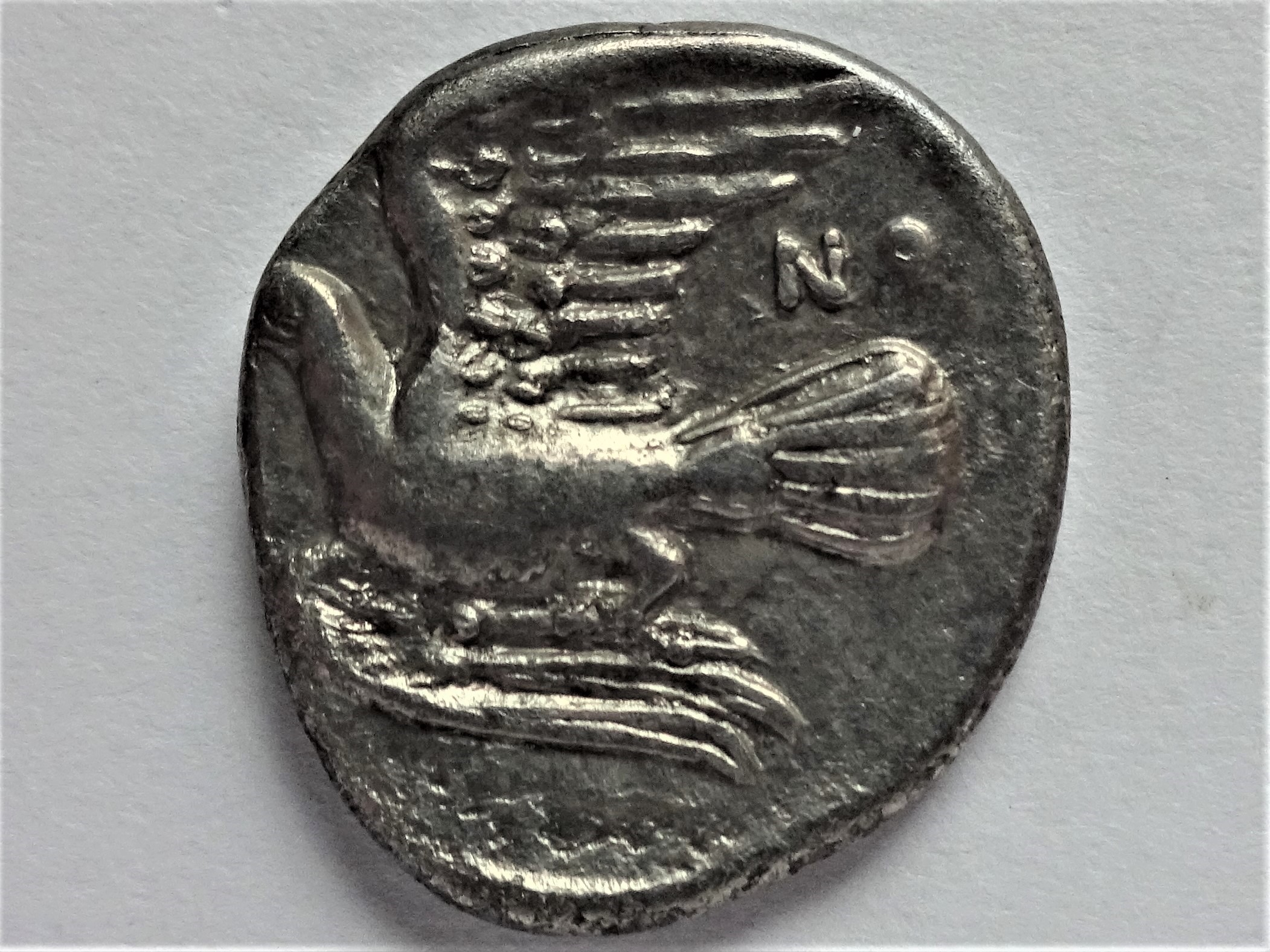
Rückseite der Hemidrachme mit Taube

In hellenistischer Zeit erlebte Sikyon erneut eine Tyrannenherrschaft, bis 264 v. Chr. unter Kleon und anschließend unter Abantidas und seinem Vater Paseas. Nach dem Sturz des letzten Tyrannen Nikokles 251 v. Chr. wurde die Stadt ein führendes Mitglied im Achaiischen Bund. Bedeutendster Staatsmann war zu dieser Zeit Aratos von Sikyon, der sich als Stratege des Achaiischen Bundes von 245 bis 241 v. Chr. für die Einigung der freien Griechenstädte gegen die makedonische Hegemonie einsetzte.
Die Zerstörung Korinths 146 v. Chr. brachte Sikyon Landzuwachs und den Vorsitz bei den Isthmischen Spielen. Dennoch war es zu Ciceros Zeiten bereits verschuldet.
In der römischen Kaiserzeit wurde es von den wiederaufgebauten Städten Korinth und Patrai in den Schatten gestellt. Zu Pausanias’ Zeiten (um 150 n. Chr.) war es fast verwüstet. In byzantinischer Zeit wurde Sikyon Bischofssitz. Seinem späteren Namen Hellas nach zu urteilen, war es im 8. Jahrhundert n. Chr. Zufluchtsort für Griechen auf der Flucht vor slawischen Einwanderern.
Am Ort der antiken Stadt liegt heute das Dorf Vasiliko.